# Оракти-батир
Оракти́-бати́р (каз. Орақты батыр) — село у складі Балхаського району Алматинської області Казахстану. Входить до складу Жиделинського сільського округу.
У радянські часи село називалось Оракбалга.
Населення — 44 особи (2021; 58 у 2009, 78 у 1999, 161 у 1989).